# رئيس وزراء أذربيجان
رئيس وزراء أذربيجان (بالأذرية: Azərbaycanın baş nazirləri) هو رئيس حكومة أذربيجان ,رئيس الوزراء الحالي هو علي أسادوف ويشغل المنصب منذ 8 أكتوبر لعام 2019.

## رئيس الوزراء العاشر لجمهورية أذربيجان
في 8 أكتوبر لعام 2019 في الجلسة العامة للجمعية الوطنية في أذربيجان قُدم إلى البرلمان مسألة موافقة بتعيين علي أسادوف على منسب رئيس الوزراء لجمهورية أذربيجان.

### جمهورية أذربيجان الديمقراطية(1918–1920)
رئيس الوزارء
| No. | رئيس الوزارء | رئيس الوزارء                                                        | فترة الحكم   | فترة الحكم    | فترة الحكم | الحزب  | الانتخابات | مراجع |
| No. | الصورة | الاسم                                                               | استلم المنصب | ترك المنصب    | يوم        | الحزب  | الانتخابات | مراجع |
| --- | --- | ------------------------------------------------------------------- | ------------ | ------------- | ---------- | ------ | ---------- | ----- |
| 1   | | فتالي خان خويسكي (بالأذرية: Fətəli-xan Xoyski)‏ (1875–1920)          | 28 مايو 1918 | 14 أبريل 1919 | 321        | مستقل  | 1918       | [ 2 ] |
| 1   | فاز في معركة باكو؛ أزاح دكتاتورية وسط قزوين من السلطة في باكو؛ أنشأ نظام متعدد الأحزاب؛ أنشأ نظام أذريبجان البريدي؛ أسس مانات أذربيجاني؛ وضع اللغة الأذربيجانية في جميع المدارس والكليات. | فتالي خان خويسكي (بالأذرية: Fətəli-xan Xoyski)‏ (1875–1920)          |              |               |            |        |            | [ 2 ] |
| 2   | | نسيب باي يوسيفبايلي (بالأذرية: Nəsib Yusifbəyli)‏ (1881–1920)        | 28 مايو 1919 | 30 مارس 1920  | 307        | مسافات | 1919       | [ 3 ] |
| 2   | أقام علاقات دبلوماسية بين جمهورية أذربيجان الديمقراطية والعالم الغربي. | نسيب باي يوسيفبايلي (بالأذرية: Nəsib Yusifbəyli)‏ (1881–1920)        |              |               |            |        |            | [ 3 ] |
| —   | | محمد حسن حجينسكي (بالوكالة) (بالأذرية: Məmməd Hacınski)‏ (1875–1931) | 30 مارس 1920 | 28 أبريل 1920 | 29         | مسافات | 1920       | [ 3 ] |
| —   | فشل في إبطاء تقدم الجيش الأحمر الحادي عشر على جمهورية أذربيجان الديمقراطية. | محمد حسن حجينسكي (بالوكالة) (بالأذرية: Məmməd Hacınski)‏ (1875–1931) |              |               |            |        |            | [ 3 ] |

### جمهورية ما وراء القوقاز الاشتراكية السوفيتية(1922–1936)وجمهورية أذربيجان الاشتراكية السوفيتية(1936–1991)
رؤساء مجلس مفوضي الشعب
| No. | الرئيس | الرئيس                                                        | فترة الحكم     | فترة الحكم     | فترة الحكم | الحزب         | الانتخابات | مراجع |
| No. | الصورة | الاسم                                                         | استلم المنصب   | ترك المنصب     | يوم        | الحزب         | الانتخابات | مراجع |
| --- | --- | ------------------------------------------------------------- | -------------- | -------------- | ---------- | ------------- | ---------- | ----- |
| 1   | | ناريمان ناريمانوف (بالأذرية: Nəriman Nərimanov)‏ (1870–1925)   | 28 أبريل 1920  | 6 مايو 1922    | 738        | الحزب الشيوعي | —          | [ 4 ] |
| 1   | حاولت الترويج لبرنامج مناهض للاستعمار يؤدي إلى حكم السكان الأصليين بدلاً من وسيلة هيمنة البروليتاريا الصناعية، التي رفضها الكرملين.                       | ناريمان ناريمانوف (بالأذرية: Nəriman Nərimanov)‏ (1870–1925)   |                |                |            |               |            | [ 4 ] |
| 2   | | غازانفار موسابيكوف (بالأذرية: Qəzənfər Musabəyov)‏ (1888–1938) | 6 مايو 1922    | 14 مارس 1930   | 2869       | الحزب الشيوعي | —          | [ 5 ] |
| 2   | خلال التطهير الكبير، اعتقل واتهم بالتآمر ضد الدولة السوفيتية وحكم عليه بالإعدام.                                                                         | غازانفار موسابيكوف (بالأذرية: Qəzənfər Musabəyov)‏ (1888–1938) |                |                |            |               |            | [ 5 ] |
| 3   | | داداش بونيادزاد (بالأذرية: Dadaş Bünyadzadə)‏ (1888–1938)      | 14 مارس 1930   | 23 أكتوبر 1932 | 954        | الحزب الشيوعي | —          |       |
| 3   | خلال التطهير الكبير، اعتقل واتهم بالتآمر ضد الدولة السوفيتية وحكم عليه بالإعدام.                                                                         | داداش بونيادزاد (بالأذرية: Dadaş Bünyadzadə)‏ (1888–1938)      |                |                |            |               |            |       |
| 4   | | مير جعفر باغيروف (بالأذرية: Mir Cəfər Bağırov)‏ (1896–1956)    | 23 أكتوبر 1932 | 12 ديسمبر 1933 | 415        | الحزب الشيوعي | —          | [ 6 ] |
| 4   | أتبع أوامر ستالين بدون سؤال. قمع المثقفين الأذريين والقادة الشيوعيين الذين تعاطفوا مع المعارضة أو الذين ربما كانوا يميلون إلى القومية التركية.           | مير جعفر باغيروف (بالأذرية: Mir Cəfər Bağırov)‏ (1896–1956)    |                |                |            |               |            | [ 6 ] |
| 5   | | حسين رحمانوف (بالأذرية: Hüseyn Rəhmanov)‏ (1902–1937)          | 12 ديسمبر 1933 | 22 أغسطس 1937  | 1349       | الحزب الشيوعي | —          | [ 7 ] |
| 5   | خلال التطهير الكبير، اعتقل واتهم بالتآمر ضد الدولة السوفيتية وحكم عليه بالإعدام.                                                                         | حسين رحمانوف (بالأذرية: Hüseyn Rəhmanov)‏ (1902–1937)          |                |                |            |               |            | [ 7 ] |
| 6   | | تيمور جولييف (بالأذرية: Teymur Quliyev)‏ (1888–1965)           | 13 نوفمبر 1937 | 28 مارس 1946   | 3057       | الحزب الشيوعي | —          | [ 8 ] |
| 6   | أتبع أوامر مير جعفر باغيروف بدون سؤال. قمع المثقفين الأذريين والقادة الشيوعيين الذين تعاطفوا مع المعارضة أو الذين ربما كانوا يميلون إلى القومية التركية. | تيمور جولييف (بالأذرية: Teymur Quliyev)‏ (1888–1965)           |                |                |            |               |            | [ 8 ] |

رؤساء مجلس الوزراء
| No. | الرئيس | الرئيس                                                     | فترة الحكم     | فترة الحكم     | فترة الحكم | الحزب         | الانتخابات | مراجع  |
| No. | الصورة | الاسم                                                      | استلم المنصب   | ترك المنصب     | يوم        | الحزب         | الانتخابات | مراجع  |
| --- | --- | ---------------------------------------------------------- | -------------- | -------------- | ---------- | ------------- | ---------- | ------ |
| 1   | | تيمور جولييف (بالأذرية: Teymur Quliyev)‏ (1888–1965)        | 28 مارس 1946   | 6 أبريل 1953   | 2566       | الحزب الشيوعي | —          | [ 9 ]  |
| 1   | — | تيمور جولييف (بالأذرية: Teymur Quliyev)‏ (1888–1965)        |                |                |            |               |            | [ 9 ]  |
| 2   | | مير جعفر باغيروف (بالأذرية: Mir Cəfər Bağırov)‏ (1896–1956) | 6 أبريل 1953   | 20 يوليو 1953  | 105        | الحزب الشيوعي | —          | [ 9 ]  |
| 2   | أتبع أوامر ستالين بدون سؤال. قمع المثقفين الأذريين والقادة الشيوعيين الذين تعاطفوا مع المعارضة أو الذين ربما كانوا يميلون إلى القومية التركية. | مير جعفر باغيروف (بالأذرية: Mir Cəfər Bağırov)‏ (1896–1956) |                |                |            |               |            | [ 9 ]  |
| 3   | | تيمور جولييف (بالأذرية: Teymur Quliyev)‏ (1888–1965)        | 20 يوليو 1953  | 1 مارس 1954    | 224        | الحزب الشيوعي | —          | [ 9 ]  |
| 3   | طُرد من الحزب الشيوعي الأذربيجاني لانتهاكاته الجسيمة للشرعية الاجتماعية والترويج لجرائم مير جعفر باغيروف.                                       | تيمور جولييف (بالأذرية: Teymur Quliyev)‏ (1888–1965)        |                |                |            |               |            | [ 9 ]  |
| 4   | | صادق رحيموف (بالأذرية: Sadıq Rəhimov)‏ (1914–1975)          | 1 مارس 1954    | 8 يوليو 1958   | 1590       | الحزب الشيوعي | —          | [ 10 ] |
| 4   | عادت اللغة الأذرية لغة رسمية لجمهورية أذربيجان الاشتراكية السوفياتية.                                                                          | صادق رحيموف (بالأذرية: Sadıq Rəhimov)‏ (1914–1975)          |                |                |            |               |            | [ 10 ] |
| 5   | | فالي أخوندوف (بالأذرية: Vəli Axundov)‏ (1916–1986)          | 8 يوليو 1958   | 10 يوليو 1959  | 1828       | الحزب الشيوعي | —          | [ 11 ] |
| 5   | — | فالي أخوندوف (بالأذرية: Vəli Axundov)‏ (1916–1986)          |                |                |            |               |            | [ 11 ] |
| 6   | | محمد اسغانداروف (بالأذرية: Məmməd İsgəndərov)‏ (1915–1985)  | 10 يوليو 1959  | 29 ديسمبر 1961 | 903        | الحزب الشيوعي | —          | [ 9 ]  |
| 6   | — | محمد اسغانداروف (بالأذرية: Məmməd İsgəndərov)‏ (1915–1985)  |                |                |            |               |            | [ 9 ]  |
| 7   | | أنور عليخانوف (بالأذرية: Ənvər Əlixanov)‏ (1917–1992)       | 29 ديسمبر 1961 | 10 أبريل 1970  | 3024       | الحزب الشيوعي | —          | [ 9 ]  |
| 7   | — | أنور عليخانوف (بالأذرية: Ənvər Əlixanov)‏ (1917–1992)       |                |                |            |               |            | [ 9 ]  |
| 8   | | علي إبراهيموف (بالأذرية: Əli İbrahimov)‏ (1913–1985)        | 10 أبريل 1970  | 22 يناير 1981  | 3920       | الحزب الشيوعي | —          | [ 9 ]  |
| 8   | تحسنت الظروف الاقتصادية مؤقتًا وعزز الصناعات البديلة لصناعة النفط المتدهورة.                                                                    | علي إبراهيموف (بالأذرية: Əli İbrahimov)‏ (1913–1985)        |                |                |            |               |            | [ 9 ]  |
| 9   | | حسن سيدوف (بالأذرية: Həsən Seyidov)‏ (1932–2004)            | 22 يناير 1981  | 27 يناير 1989  | 2927       | الحزب الشيوعي | —          | [ 9 ]  |
| 9   | — | حسن سيدوف (بالأذرية: Həsən Seyidov)‏ (1932–2004)            |                |                |            |               |            | [ 9 ]  |
| 10  | | أياز مطلبوف (بالأذرية: Ayaz Mütəllibov)‏ (1938–)            | 27 يناير 1989  | 26 يناير 1990  | 364        | الحزب الشيوعي | —          | [ 12 ] |
| 10  | يناير الأسود. | أياز مطلبوف (بالأذرية: Ayaz Mütəllibov)‏ (1938–)            |                |                |            |               |            | [ 12 ] |
| 11  | | حسن حسنوف (بالأذرية: Həsən Həsənov)‏ (1940–)                | 26 يناير 1990  | 7 يناير 1991   | 377        | الحزب الشيوعي | —          | [ 13 ] |
| 11  | — | حسن حسنوف (بالأذرية: Həsən Həsənov)‏ (1940–)                |                |                |            |               |            | [ 13 ] |

### جمهورية أذربيجان(1991–في المنصب)
رئيس الوزارء
| No. | رئيس الوزارء | رئيس الوزارء                                           | فترة الحكم     | فترة الحكم     | فترة الحكم | الحزب                       | الانتخابات | مراجع  |
| No. | الصورة | الاسم                                                  | استلم المنصب   | ترك المنصب     | يوم        | الحزب                       | الانتخابات | مراجع  |
| --- | --- | ------------------------------------------------------ | -------------- | -------------- | ---------- | --------------------------- | ---------- | ------ |
| 1   | | حسن حسنوف (بالأذرية: Həsən Həsənov)‏ (1940–)            | 7 يناير 1991   | 4 أبريل 1992   | 421        | مستقل                       | —          | [ 14 ] |
| 1   | عقد صفقة مع الجبهة الشعبية الأذربيجانية لدعوتهم لتشكيل ائتلاف داخل الحكومة الجديدة. | حسن حسنوف (بالأذرية: Həsən Həsənov)‏ (1940–)            |                |                |            |                             |            | [ 14 ] |
| —   | | فيروز مصطفايف (بالأذرية: Firuz Mustafayev)‏ (1933–2018) | 4 أبريل 1992   | 14 مايو 1992   | 40         | مستقل                       | —          | [ 15 ] |
| —   | رئيس مجلس الوزراء بالوكالة. | فيروز مصطفايف (بالأذرية: Firuz Mustafayev)‏ (1933–2018) |                |                |            |                             |            | [ 15 ] |
| 2   | | رحيم حسينوف (بالأذرية: Rəhim Hüseynov)‏ (1936–)         | 14 مايو 1992   | 30 يناير 1993  | 261        | مستقل                       | —          | [ 16 ] |
| 2   | خلال فترة ولايته ، انخفض الناتج القومي الإجمالي بنسبة 20٪. | رحيم حسينوف (بالأذرية: Rəhim Hüseynov)‏ (1936–)         |                |                |            |                             |            | [ 16 ] |
| —   | | علي ماسيموف (بالأذرية: Əli Məsimov)‏ (1953–)            | 5 يناير 1993   | 28 أبريل 1993  | 82         | الجبهة الشعبية الأذربيجانية | —          | [ 17 ] |
| —   | رئيس مجلس الوزراء بالوكالة. وضع برنامج التقدم الاقتصادي الأذربيجاني والسياسات الرئيسية لبرنامج مجلس الوزراء؛ وضع أسس برنامج مفاهيم الاستقلال الاقتصادي والإصلاحات الزراعية لأذربيجان؛ إنشاء صندوق مساعدة اللاجئين والنازحين.         | علي ماسيموف (بالأذرية: Əli Məsimov)‏ (1953–)            |                |                |            |                             |            | [ 17 ] |
| 3   | | باناه حسينوف (بالأذرية: Pənah Hüseynov)‏ (1957–)        | 28 أبريل 1993  | 30 يونيو 1993  | 63         | الجبهة الشعبية الأذربيجانية | —          | [ 18 ] |
| 3   | — | باناه حسينوف (بالأذرية: Pənah Hüseynov)‏ (1957–)        |                |                |            |                             |            | [ 18 ] |
| 4   | | سورات حسينوف (بالأذرية: Surət Hüseynov)‏ (1959–)        | 30 يونيو 1993  | 7 أكتوبر 1994  | 464        | عسكري                       | —          |        |
| 4   | حاول الانقلاب، بدعم من الجيش ضد حيدر علييف، ولكنه قمع على الفور. | سورات حسينوف (بالأذرية: Surət Hüseynov)‏ (1959–)        |                |                |            |                             |            |        |
| 5   | | فؤاد جولييف (بالأذرية: Fuad Quliyev)‏ (1941–)           | 7 أكتوبر 1994  | 20 يوليو 1996  | 652        | حزب أذربيجان الجديدة        | —          | [ 19 ] |
| 5   | رئيس الوزراء بالوكالة حتى 2 مايو 1995. أعلن سومقاييت ميناء حر ووقع عقدًا مع شركات نفط أجنبية للتنقيب والتطوير والإنتاج في حقل كاراباخ النفطي.                                                                                         | فؤاد جولييف (بالأذرية: Fuad Quliyev)‏ (1941–)           |                |                |            |                             |            | [ 19 ] |
| 6   | | أرتور راسيزاد (بالأذرية: Artur Rasi-zadə)‏ (1935–)      | 20 يوليو 1996  | 4 أغسطس 2003   | 2571       | حزب أذربيجان الجديدة        | —          |        |
| 6   | رئيس الوزراء بالوكالة كنائب أول لرئيس الوزراء حتى 26 نوفمبر 1996. رئيس الوزراء بالوكالة من 18 إلى 24 أكتوبر 1998. | أرتور راسيزاد (بالأذرية: Artur Rasi-zadə)‏ (1935–)      |                |                |            |                             |            |        |
| 7   | | إلهام علييف (بالأذرية: İlham Əliyev)‏ (1961–)           | 4 أغسطس 2003   | 31 أكتوبر 2003 | 88         | حزب أذربيجان الجديدة        | —          |        |
| 7   | — | إلهام علييف (بالأذرية: İlham Əliyev)‏ (1961–)           |                |                |            |                             |            |        |
| 8   | | أرتور راسيزاد(بالأذرية: Artur Rasi-zadə)‏ (1935–)       | 31 أكتوبر 2003 | 21 أبريل 2018  | 5286       | حزب أذربيجان الجديدة        | —          |        |
| 8   | بالوكالة عن رئيس الوزراء إلهام علييف من 6 أغسطس 2003 إلى 31 أكتوبر 2003، عندما تولى علييف منصب رئيس أذربيجان. رئيس مجلس الوزراء بالوكالة كنائب أول لرئيس مجلس الوزراء من 31 أكتوبر 2003 حتى 4 نوفمبر 2003، عندما عيين رئيسًا للوزراء. | أرتور راسيزاد(بالأذرية: Artur Rasi-zadə)‏ (1935–)       |                |                |            |                             |            |        |
| 9   | | نوروز ممدوف (بالأذرية: Novruz Məmmədov)‏ (1947–)        | 21 أبريل 2018  | 8 أكتوبر 2019  | 535        | حزب أذربيجان الجديدة        | —          |        |
| 9   | — | نوروز ممدوف (بالأذرية: Novruz Məmmədov)‏ (1947–)        |                |                |            |                             |            |        |
| 10  | | علي أسادوف (بالأذرية: Əli Əsədov)‏ (1956–)              | 8 أكتوبر 2019  | في المنصب      | 2046       | مستقل                       | —          |        |
| 10  | — | علي أسادوف (بالأذرية: Əli Əsədov)‏ (1956–)              |                |                |            |                             |            |        |